# Franz Beinvogl
Franz Beinvogl (* 29. April 1943) ist ein ehemaliger deutscher Badmintonspieler.

## Karriere
Beinvogl gehört mit Günter Ledderhos, Siegfried Betz, Rupert Liebl, Erich Eikelkamp, Ursula Verhoefen und Anke Witten zur Generation von Spielern, die den MTV München von 1879 zur führenden Mannschaft Deutschlands in den 1960er Jahren machten. Nach einem Vizemeistertitel 1963 wurde der MTV mit Franz Beinvogl viermal Deutscher Meister in Folge von 1964 bis 1967.
1968 gewann er bei der Europameisterschaft Bronze mit Willi Braun im Doppel.

## Sportliche Erfolge
| Saison    | Veranstaltung                     | Disziplin    | Platz | Name |
| --------- | --------------------------------- | ------------ | ----- | --- |
| 1962/1963 | Deutsche Mannschaftsmeisterschaft | Mannschaft   | 2     | MTV 79 München (Franz Beinvogl, Günter Ledderhos, Siegfried Betz, Rupert Liebl, Ursula Verhoefen, Anke Witten)                          |
| 1963/1964 | Deutsche Einzelmeisterschaft      | Herreneinzel | 3     | Franz Beinvogl (MTV 79 München) |
| 1963/1964 | Deutsche Mannschaftsmeisterschaft | Mannschaft   | 1     | MTV 79 München (Franz Beinvogl, Günter Ledderhos, Siegfried Betz, Rupert Liebl, Ursula Verhoefen, Anke Witten)                          |
| 1963/1964 | Deutsche Hochschulmeisterschaft   | Herreneinzel | 1     | Franz Beinvogl (TH München) |
| 1964      | Austrian International            | Herreneinzel | 1     | Franz Beinvogl |
| 1964/1965 | Deutsche Mannschaftsmeisterschaft | Mannschaft   | 1     | MTV 79 München (Franz Beinvogl, Siegfried Betz, Erich Eikelkamp, Günter Ledderhos, Ursula Verhoefen, Anke Witten)                       |
| 1964/1965 | Deutsche Einzelmeisterschaft      | Herreneinzel | 1     | Franz Beinvogl (MTV 79 München) |
| 1965      | Austrian International            | Herreneinzel | 1     | Franz Beinvogl |
| 1965/1966 | Deutsche Einzelmeisterschaft      | Herreneinzel | 3     | Franz Beinvogl (MTV 79 München) |
| 1965/1966 | Deutsche Mannschaftsmeisterschaft | Mannschaft   | 1     | MTV 79 München (Franz Beinvogl, Siegfried Betz, Rupert Liebl, Erich Eikelkamp, Heidi Menacher, Anke Witten)                             |
| 1966      | Slovenian International           | Herreneinzel | 1     | Franz Beinvogl |
| 1966      | Slovenian International           | Herrendoppel | 1     | Franz Beinvogl / Rupert Liebl |
| 1966/1967 | Deutsche Einzelmeisterschaft      | Herreneinzel | 3     | Franz Beinvogl (MTV 79 München) |
| 1966/1967 | Deutsche Mannschaftsmeisterschaft | Mannschaft   | 1     | MTV 79 München (Franz Beinvogl, Siegfried Betz, Erich Eikelkamp, Rupert Liebl, Hans Sandager, Anke Witten, Lydia Ledderhos, Inge Mönch) |
| 1967      | Austrian International            | Herrendoppel | 1     | Franz Beinvogl / Siegfried Betz |
| 1967      | Slovenian International           | Herreneinzel | 1     | Franz Beinvogl |
| 1967      | Slovenian International           | Herrendoppel | 1     | Franz Beinvogl / Jani Drinovec |
| 1967      | Slovenian International           | Mixed        | 1     | Franz Beinvogl / Inge Mönch |
| 1967/1968 | Deutsche Einzelmeisterschaft      | Herrendoppel | 1     | Franz Beinvogl / Willi Braun (MTV 79 München / VfL Wolfsburg)                                                                           |
| 1967/1968 | Deutsche Mannschaftsmeisterschaft | Mannschaft   | 2     | MTV 79 München (Franz Beinvogl, Siegfried Betz, Erich Eikelkamp, Rupert Liebl, Anke Witten, Heidi Menacher)                             |
| 1968      | Europameisterschaft               | Herrendoppel | 3     | Franz Beinvogl / Willi Braun |
| 1971      | Austrian International            | Herrendoppel | 1     | Franz Beinvogl / Siegfried Betz |
| 1971      | Slovenian International           | Herreneinzel | 1     | Franz Beinvogl |
| 1971      | Slovenian International           | Mixed        | 1     | Franz Beinvogl / Vita Bohinc |
| 1972      | Czechoslovakian International     | Herrendoppel | 1     | Siegfried Betz / Franz Beinvogl |
| 1973      | Czechoslovakian International     | Herrendoppel | 1     | Siegfried Betz / Franz Beinvogl |
| 1974      | Czechoslovakian International     | Herrendoppel | 1     | Siegfried Betz / Franz Beinvogl |
| 1974      | Czechoslovakian International     | Mixed        | 1     | Franz Beinvogl / Anke Betz |
| 1974      | Austrian International            | Herrendoppel | 1     | Franz Beinvogl / Siegfried Betz |
| 1974      | Austrian International            | Mixed        | 2     | Franz Beinvogl / Anke Betz |
| 1976      | Austrian International            | Herrendoppel | 1     | Franz Beinvogl / Günter Swoboda |